# Kocury (Ukraina)
Kocury (ukr. Коцюри́) – wieś na Ukrainie w rejonie kowelskim, w obwodzie wołyńskim. W II Rzeczypospolitej miejscowość wchodziła w skład gminy wiejskiej Luboml w powiecie lubomelskim województwa wołyńskiego.
Pierwsze wzmianki o miejscowości pochodzą z 1796 roku.
Do 2020 w rejonie lubomelskim.